# أندرو برايسون
أندرو برايسون (بالإنجليزية: Andrew Bryson)‏ هو ضابط أمريكي، ولد في 25 يوليو 1822 في نيويورك في الولايات المتحدة، وتوفي في 7 فبراير 1892 في واشنطن العاصمة في الولايات المتحدة.